# East Keswick
East Keswick – wieś w Anglii, w hrabstwie ceremonialnym West Yorkshire, w dystrykcie metropolitalnym Leeds. Leży 13 km na północny wschód od centrum miasta Leeds i 280 km na północ od Londynu. Miejscowość liczy 1224 mieszkańców.